# Ollagüe (vulcão)
O Vulcão Ollagüe é um estratovulcão ativo situado na fronteira da Bolívia e Chile, na II Região de Antofagasta no Chile e no Departamento de Potosí na Bolívia, na cordilheira dos Andes, com uma altitude de 5.870 metros.
Possui uma cratera de 1.250 metros de diâmetro, a qual foi erodida na parte sul, o que deixa descoberta rastros de lavas. Apresentam duas fumarolas: a principal, que mede 100 metros, está localizada a 700 metros a oeste da cratera, de onde de observa o escape de gases de cor amarela (enxofre) e branco (vapor de água). A outra fumarola se encontra em cima do vulcão. Pelo lado chileno, ascendendo a 5.500 metros de altitude acima do nível do mar, começam a vislumbrar-se ruínas de ex-acampamentos enxofreiros denominados Santa Cecilia y Santa Rosa, os quais podem ser visitados a pé desde a base do vulcão. Sua ascensão requer uma boa condição física e a companhia de um guia.

## Geografia e geomorfologia
Ollagüe fica na fronteira entre o Chile e a Bolívia, com a maior parte do prédio do lado boliviano. The Chilean portion lies in the commune of Ollague, in the El Loa province of the Antofagasta Region, enquanto o segmento boliviano está ligado ao Departamento de Potosi. Cidades próximas a Ollagüe são Amincha, Buenaventura, Cosca, El Chaco, Ollague e Santa Rosa, e a estrada principal de Ollagüe corre ao longo do sopé ocidental do vulcão. Na própria montanha, ligado a algumas minas.